# Prix Borisav-Stanković
Le prix Borisav-Stanković (en serbe cyrillique : Награда Борисав Станковић ; en serbe latin : Nagrada Borisav Stanković) est un prix littéraire serbe. Il est considéré comme l'un des prix les plus prestigieux de notre pays, à côté du prix NIN et du prix Andrić. Il a été créé par la Communauté littéraire Borisav Stanković et la Ville de Vranje pour commémorer le souvenir de l'écrivain.
Le prix s'inscrit dans le cadre de la « Semaine de Bora », une manifestations littéraire créée en 1967 qui se tient traditionnellement du 23 au 29 mars. Il récompense le meilleur livre de prose publié en langue serbe au cours de l'année civile écoulée et est présenté lors de la cérémonie de clôture, le dernier jour de l'événement.

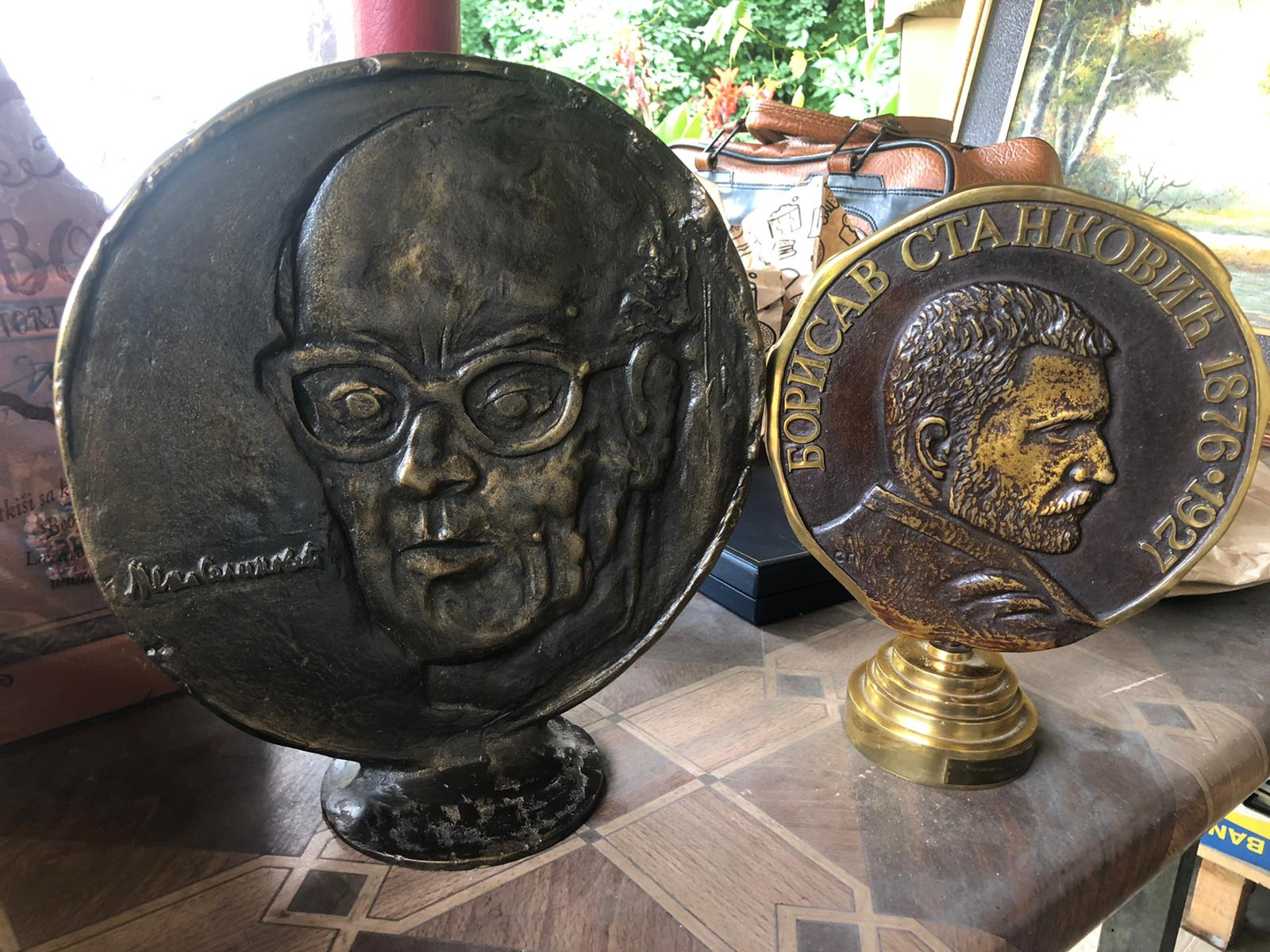
La médaille du prix Borisav-Stanković (à droite).

## Lauréats du prix Borisav-Stanković

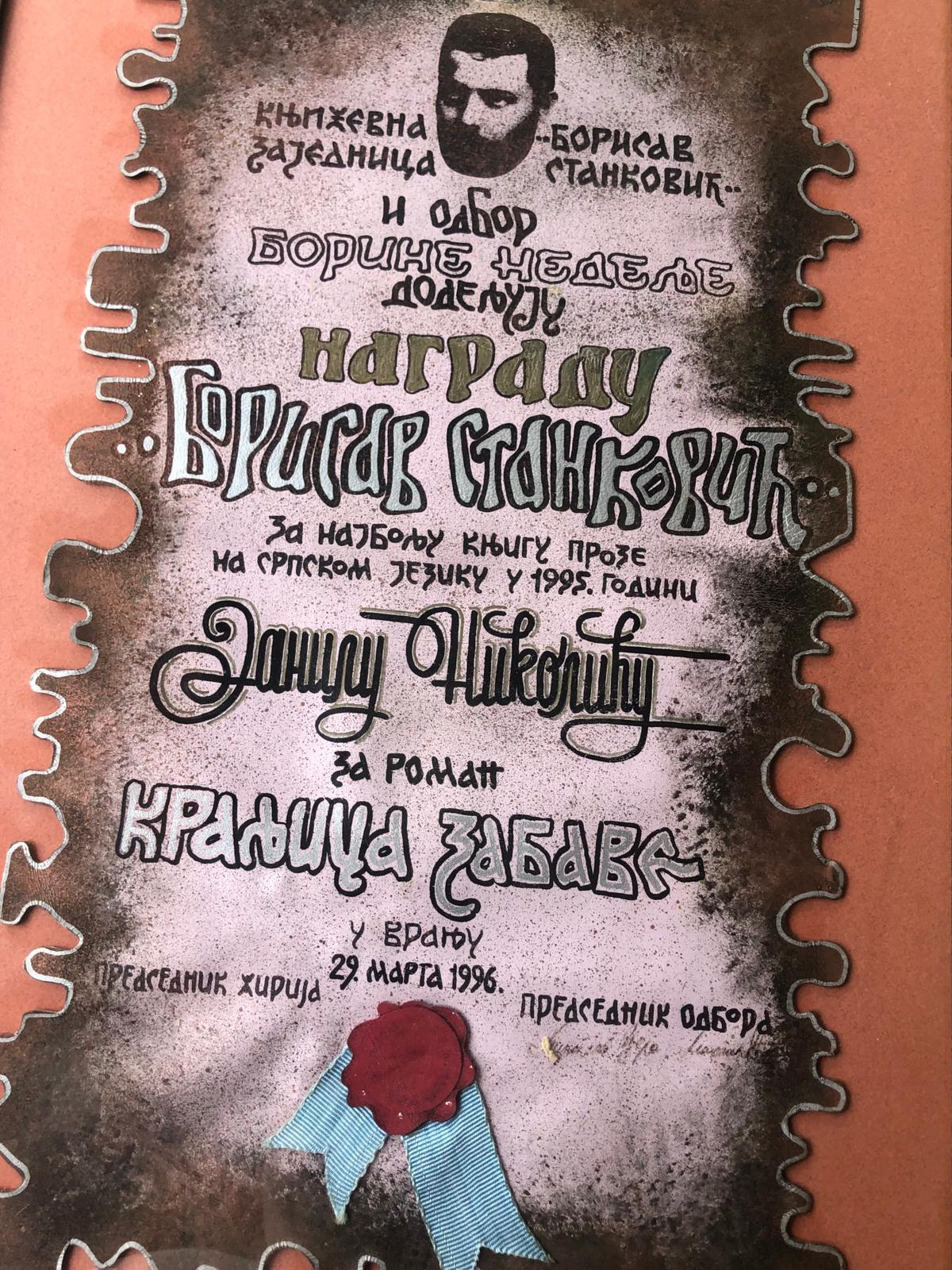
Diplôme de lauréat de Danilo Nikolić.

- 1992 : Milorad Pavić pour Unutrašnja strana vetra (L'Envers du vent), 1991[2]
- 1993 : Miroslav Josić Višnjić pour Pristup u kap i seme, 1992
- 1994 : Dragoslav Mihailović pour Lov na stenice (La Chasse aux punaises), 1993
- 1995 : Svetlana Velmar Janković pour Vračar, 1994
- 1996 : Danilo Nikolić pour Kraljica zabave (La Reine du plaisir), 1995[3]
- 1997 : Milica Mićić Dimovska pour Poslednji zanosi MSS, 1996
- 1998 : Jovan Radulović pour Prošao život (Vie passée), 1997[4],[5]
- 1999 : Slobodan Džunić, à titre posthume pour Vetrovi Stare planine (Les Vents de la Stara planina), 1998
- 2000 : Radovan Beli Marković pour Male priče (Petites histoires), 1999
- 2001 : Antonije Isaković pour Nestajanje (Disparition), 2000
- 2002 : Pavle Ugrinov, pour Besudni dani (Jours sans jugement), 2001
- 2003 : Goran Petrović, pour Bližnji (Les Voisins), 2002
- 2004 : Momo Kapor, Konte (Contes), 2003
- 2005 : Milovan Danojlić pour Zečiji tragovi, 2004[6]
- 2006 : Dobrilo Nenadić pour Mrzovolja kneza Bizmarka (Le Ressentiment du prince Bismarck), 2005
- 2007 : Mladen Markov pour Teskoba (Angoisse)[7]
- 2008 : Miroslav Toholj pour Venčanje u vozu (Mariage dans le train)[8]
- 2009 : Radoslav Petković  pour Savršeno sećanje na smrt (Un Souvenir parfait de la mort)[9]
- 2010 : Žarko Komanin pour Ljetopis vječnosti (Annales de l'éternité)[10]
- 2011 : Vladan Matijević  pour Vrlo malo svetlosti (Très peu de lumière)[11]
- 2012 : Uglješa Šajtinac pour Sasvim skromni darovi (Cadeaux modestes)[12]
- 2012 : Voja Čolanović pour Oda manjem zlu (Ode au moindre mal)[13]
- 2013 : Drago Kekanović pour Veprovo srce (Cœur de sanglier)[14]
- 2014 : Petar Milošević pour Tinja Kalaz[15]
- 2015 : Nikola Malović pour Jedro nade[16],[17]
- 2016 : Milisav Savić pour La sans pareille[18],[19]
- 2017 : Dušan Kovačević pour l'ensemble de son œuvre[20],[21]
- 2018 : Grozdana Olujić pour l'ensemble de son œuvre, avec une mention particulière pour son roman Preživeti do sutra (Survivre jusqu'à demain), 2017[22]
- 2019 : Branimir Šćepanović et Siniša Kovačević[23],[24]

En 2011, à la suite de différends entre la Communauté littéraire Borisav Stanković et la ville de Vranje, les autorités de la ville ont organisé une manifestation parallèle où un prix du même nom a été attribué à Veselin Marković pour son roman Mi različiti (Nous sommes différents)1.